# Il mio sbaglio più grande
Il mio sbaglio più grande è un brano musicale della cantante italiana Laura Pausini. È il 2º singolo estratto il 7 gennaio 2001 dall'album Tra te e il mare del 2000.

## Il brano
La musica è composta da Andreas Carlsson e Alistair Thomson; il testo è scritto da Laura Pausini, Cheope e Giuseppe Dati; l'adattamento spagnolo è di Badia.
La canzone viene tradotta in lingua spagnola con il titolo Un error de los grandes, inserita nell'album Entre tú y mil mares ed estratta come 2° singolo in Spagna e in America Latina.
I 2 brani vengono trasmessi in radio; vengono realizzati i 2 videoclip.
Nel 2002 il brano Il mio sbaglio più grande viene tradotto in lingua inglese con il titolo Every Day Is a Monday ed inserito nell'album From the Inside, pubblicato poi in Italia nel 2003.

## Il video
Il videoclip (in lingua italiana e in lingua spagnola) è stato diretto dal regista Alberto Colombo e girato a Milano. Nel video, in cui Laura Pausini si esibisce con il suo gruppo in un futuristico palcoscenico, fa una breve apparizione la sorella della cantante, Silvia.
Viene realizzato anche il Making of the video di Il mio sbaglio più grande, pubblicato sul sito web della Warner Music nel 2001.

## Tracce
CDS - Promo 2255 Warner Music Italia (2001)
1. Il mio sbaglio più grande

CDS - 685738623129 Warner Music Europa (2001)
1. Il mio sbaglio più grande
2. Il mio sbaglio più grande (Instrumental)

CDS - 685738623228 Warner Music Europa (2001)
1. Il mio sbaglio più grande
2. Il mio sbaglio più grande (Instrumental)
3. Un error de los grandes

CDS - Promo 2256 Warner Music Spagna (2001)
1. Un error de los grandes

CDS - Promo 1341 Warner Music Messico (2001)
1. Un error de los grandes

CDS - Promo SID432256 Warner Music Colombia (2001)
1. Un error de los grandes

Download digitale
1. Il mio sbaglio più grande
2. Un error de los grandes
3. Every Day Is a Monday

## Pubblicazioni
Il mio sbaglio più grande viene inserita anche nell'album The Best of Laura Pausini - E ritorno da te del 2001; come Bonus Track nell'album From the Inside Japanese Edition del 2003; in versione Live nel DVD Live 2001-2002 World Tour del 2002 (video).
Un error de los grandes viene inserita anche nell'album Lo mejor de Laura Pausini - Volveré junto a ti del 2001; in versione Live negli album Laura Live World Tour 09 e Laura Live Gira Mundial 09 del 2009 (Medley Pop video).
Every Day Is a Monday viene inserita in una versione rimasterizzata negli album 20 - The Greatest Hits e 20 - Grandes Exitos del 2013.

## Crediti
- Laura Pausini: voce
- KC Porter: tastiera
- Ali Thomson: tastiera
- Andreas Carlsson: tastiera, cori
- Lee Sklar: basso
- Michael Landau: chitarra elettrica
- Curt Bisquera: batteria
- Eric Buffat: cori
- Monica Magnani: cori
- Lisa Abbot: cori
- Sandy Chambers: cori
- Stefano De Maco: cori
- Curt Bisquera: batteria (in Every Day Is a Monday)
- Lori Perry: cori (in Every Day Is a Monday)
- Sharon Perry: cori (in Every Day Is a Monday)
- Darlene Perry: cori (in Every Day Is a Monday)

## Classifiche
Posizioni massime
| Classifica (2001) | Posizione |
| ----------------- | --------- |
| Italia            | 20        |
| Paesi Bassi       | 93        |
| Svizzera          | 86        |